# 菰蒲曲
菰蒲曲是清代诗人程嗣立（1698-1744）所筑的一座园林，位于淮安府城里运河西岸的伏龙洞，筑于乾隆年间。园中建筑包括籍慎堂、来鹤轩、晚翠山房、林艿山馆等。程嗣立在园中召集文友，诗文酬答。“凡文人名士道出淮阴，必下榻斋中，流连觞咏，历旬月不少倦”。乾隆七年（1743）正月雪后，程嗣立召集朋友来园中共赏《双簪记》，夜晚张灯树梢，“丝竹竞奏，雪月交映，最为胜集”。漕运总督、浙江巡抚纳兰常安曾作《逰菰蒲曲记》。